# Vuka Karadžića (Bělehrad)
Vuka Karadžića (srbsky Вука Караџичћа) je ulice v hlavním městě Srbska, v Bělehradu. Nachází se v samotném středu města. Spojuje Topličin venac se Studentským náměstím. Kolmo kříží hlavní bělehradskou pěší zónu, Knez Mihailovu. Pojmenována je po srbském reformátorovi Vuku Stefanovićovi Karadžićovi.

## Historie
Ulice měla svůj současný název již v 20. letech 20. století. V roce 2015 a 2016 byla kompletně zrekonstruována a získala současnou podobu, kdy je celý povrch vydlážděn, doplněn stromy a přístupný jen jako pěší zóna.

## Doprava
Z ulice je vyloučena automobilová doprava a má podobu pěší zóny.

## Významné objekty
- Muzeum užitého umění
- Dům Nikoly Prediće
- Dům Jakova Čelebonoviće
- Dům Milana A. Pavloviće
- Galerie ULUS
- Budova Kapetana Miši
- Filologická fakulta